# Charles Spedding
Charles „Charlie” Spedding (ur. 19 maja 1952 w Bishop Auckland) – brytyjski lekkoatleta specjalizujący się w biegach długodystansowych, przede wszystkim w maratonie, dwukrotny uczestnik letnich igrzysk olimpijskich (Los Angeles 1984, Seul 1988), brązowy medalista olimpijski z Los Angeles w biegu maratońskim.

## Sukcesy sportowe
- trzykrotny medalista mistrzostw Anglii w maratonie – złoty (1984) oraz dwukrotnie srebrny (1985, 1987)[1]
- zwycięzca maratonów w Houston (1984)[2] oraz Londynie (1984)[3]

| Rok  | Miasto      | Zawody               | Konkurencja      | Wynik         |
| ---- | ----------- | -------------------- | ---------------- | ------------- |
| 1982 | Ateny       | Mistrzostwa Europy   | bieg na 10 000 m | 8. miejsce    |
| 1984 | Los Angeles | Igrzyska olimpijskie | bieg maratoński  | brązowy medal |
| 1988 | Seul        | Igrzyska olimpijskie | bieg maratoński  | 6. miejsce    |

## Rekordy życiowe
- bieg na 2 mile – 8:26,87 – Edynburg 06/08/1976
- bieg na 5000 metrów – 13:28,70 – Warszawa 12/08/1978
- bieg na 5000 metrów (hala) – 13:42,3 – Boston 25/01/1981
- bieg na 10 000 metrów – 28:08,12 – Londyn 23/07/1983
- bieg maratoński – 2:08:33 – Londyn 21/04/1985